# Terence Davis

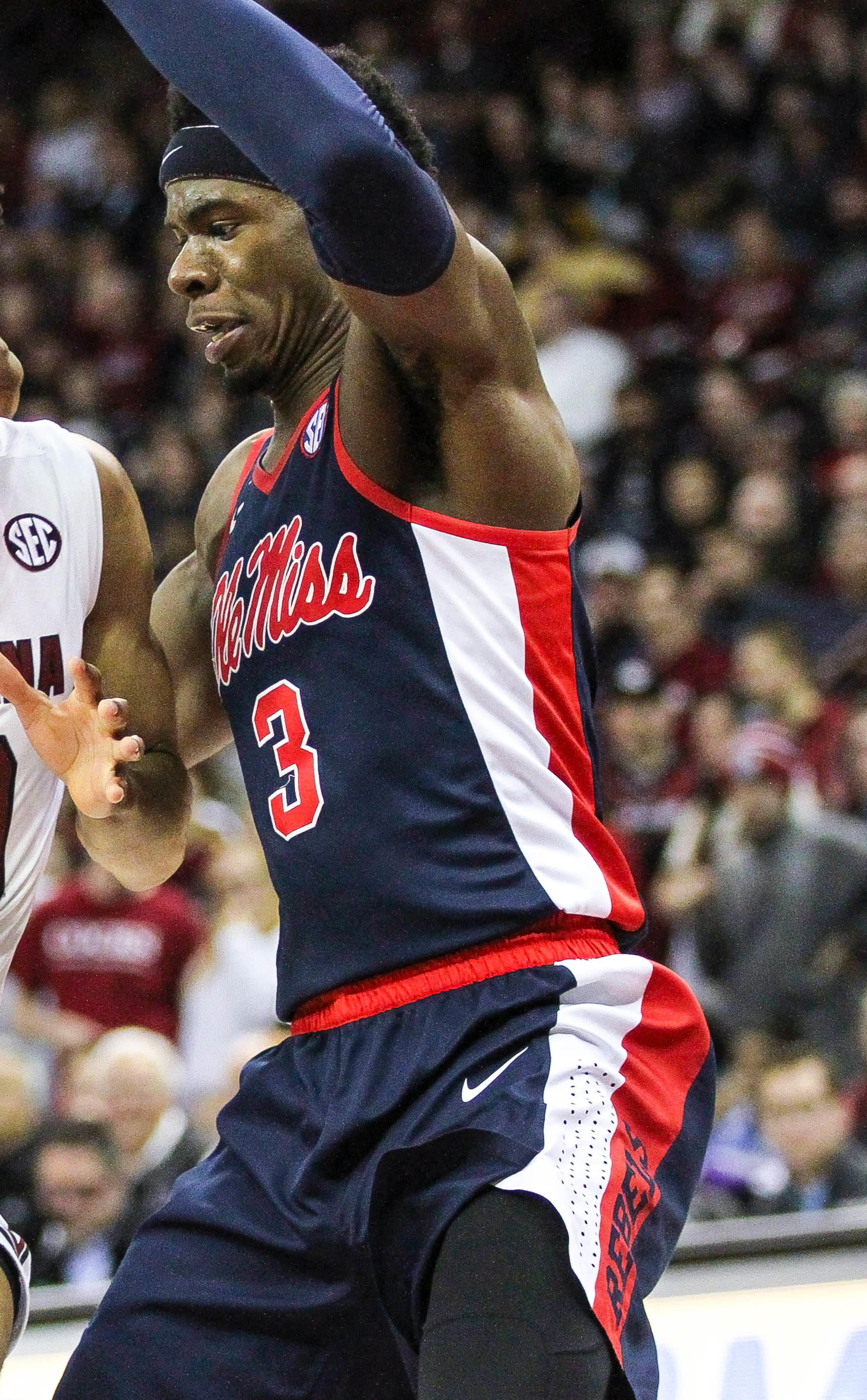
Terence Davis, 2019.

Terence B. Davis II, född 16 maj 1997 i Southaven i Mississippi, är en amerikansk professionell basketspelare (SG) som spelar för Sacramento Kings i National Basketball Association (NBA). Han har tidigare spelat för Toronto Raptors.
Davis blev aldrig NBA-draftad.
Innan han blev proffs studerade Davis vid University of Mississippi och spelade för deras idrottsförening Ole Miss Rebels.